# José Craveirinha
José João Craveirinha ComIH (Lourenço Marques, 28 de maig de 1922 - Maputo, 6 de febrer de 2003) és considerat com el poeta maior de Moçambic. El 1991, es va convertir en el primer autor africà guardonat amb el Premi Luís de Camões, el premi literari més important en portuguès. Els seus poemes aborden qüestions com el racisme i la dominació colonial portuguesa de Moçambic. Partidari del grup independentista Frelimo durant les guerres colonials, va ser empresonat a la dècada de 1960. Fou un dels pioners africans del moviment de la négritude i va publicar sis llibres de poesia entre 1964 i 1997. Craveirinha també va escriure amb els pseudònims Mário Vieira, José Cravo, Jesuíno Cravo, J. Cravo, J.C., Abílio Cossa, i José G. Vetrinha.

## Biografia
Era fill de pare portuguès i mare d'ètnia ronga, i fou educat en la llengua i cultura de Portugal.
Com a periodista, ha col·laborat a nombroses revistes i diaris moçambiquesos com O Brado Africano (1918–74), Notícias, Tribuna, Notícias da Tarde, Voz de Moçambique, Notícias da Beira, Diário de Moçambique, i Voz Africana. Es va familiaritzar amb altres poetes coetanis seus com Rui de Noronha (1909–1943), Marcelino dos Santos (1929–), i Noémia de Sousa (1926–2003). Els seus treballs principalment eren de naturalesa política. Temes recurrents en la seva obra eren l'autodeterminació africana, les imatges del paisatge africà, i l'escriptura que reflecteix la influència de les llengües africanes.
Craveirinha va començar la seva activitat política en l'Associação Africana de Lourenço Marques en la dècada de 1950, una organització tolerada pel govern colonial portuguès, de la més tard es va convertir en el seu president. Es va involucrar en la política clandestina en aquest període, i es va convertir en membre d'una cèl·lula de Frelimo, el principal moviment d'alliberament de Moçambic del domini portuguès. Va ser empresonat en règim d'aïllament per la policia del règim feixista portuguès PIDE el 1965, un any després de la seva publicació del seu primer llibre de poemes, Chigubo.A Fou alliberat de la presó el 1969.
Quan el Frelimo va prendre el poder el 1974, va ser nomenat vice-director de la premsa nacional. Fou el primer president de l'Associação dos Escritores Moçambicanos, i va servir de 1982 a 1987. L'associació va crear el Premi José Craveirinha de Literatura en 2003. Craveirinha fou guardonat amb el Premi Luís de Camões, la distinció mundial més gran de la literatura de parla portuguesa, el 1991. Fou el primer escriptor africà en guanyar el premi. Va ser considerat diverses vegades candidat al Premi Nobel de Literatura. El 2003 Craveirinha va ser declarat "heroi nacional" pel president de Moçambic Joaquim Chissano, qui va lloar la contribució literària de Craveirinha a la lluita contra el colonialisme.
Tot i el seu reconeixement literari, Craveirinha era reticent a tenir les seves obres impreses, i un gran conjunt de la seva obra a partir dels períodes pre i post-colonials roman inèdita. La seva esposa Maria va morir l'octubre de 1977. Craveirinha va escriure nombrosos poemes després de la seva mort que van ser publicats per primera vegada sota el títol Maria el 1988, i en una forma molt més completa en una segona edició el 1998.
Craveirinha també va jugar a futbol i va entrenar d'altres atletes. Va preparar una beca esportiva als Estats Units per a Maria de Lurdes Mutola, qui va guanyar una medalla d'or en atletisme a la Jocs Olímpics en 2000, i el seu fill Stelio també tenia el rècord nacional de salt de longitud. Va morir als 80 anys mentre es sotmetia a tractament en Johannesburg, Sud-àfrica, el 2003.

## Premis
- “Prémio Cidade de Lourenço Marques”, 1959
- “Prémio Reinaldo Ferreira”, Centro de Arte e Cultura da Beira, 1961
- “Prémio de Ensaio”, Centro de Arte e Cultura da Beira, 1961
- “Prémio Alexandre Dáskalos”, Casa dos Estudantes do Império, Lisbon, Portugal, 1962
- “Prémio Nacional de Poesia de Itália”, Itàlia, 1975
- “Prémio Lotus”, Associação de Escritores Afro-Asiáticos, 1983
- “Medalla Nachingwea” del govern de Moçambic, 1985
- Medalha de Mérito, Secretaria de Estado da Cultura de São Paulo, Brazil, 1987
- "Grau de Oficial Grão-Mestre", Ordem Nacional do Cruzeiro do Sul, Brasil, 1990
- "Premi Luís de Camões", Associação de Escritores Afro-Asiáticos, 1991
- "Prémio Vida Literária", AEMO - Associação de Escritores Moçambicanos, 1997
- "Grau de Comendador da Ordem Infante Dom Henrique", Portugal, 1997
- "Ordem de Amizade e Paz", Moçambique, 1997
- "Prémio Consagração Fundac - Rui de Noronha", Moçambique, 1999
- "Prémio Voices of Africa", Ordfront/Leopard Publishing House - Suécia, 2002
- “Grau de Doutor Honoris Causa”, Universitat Eduardo Mondlane - Moçambique, 2002
- “Medalha de Ouro da Comuna de Concesio (Brescia)”
- “Medalha de Ouro do Município de Aljezur”, Portugal
- “Medalha de Ouro do Primeiro Grau do Município de Sintra”, Portugal

## Obres
- Chigubo (poesia). Lisboa: Casa dos Estudantes do Império, 1964; 2d ed. Maputo: INLD, 1980.
- Cantico a un dio di Catrame (poesia bilingüe, portuguès-italià). Traducció i prefaci de Joyce Lussu. Milà, Itàlia: Lerici, 1966.
- Karingana ua karingana (poesia, “Era uma vez”). Lourenço Marques [Maputo]: Académica, 1974; 2d ed. Maputo: INLD, 1982.
- Cela 1 (poesia). Maputo: INLD, 1980.
- Izbranie (antologia, en rus). Moscou, USSR: Molodoya Gvardiya, 1984.
- Maria (poesia). Lisboa, Portugal: ALAC (África Literatura Arte e Cultura), 1988.
- Voglio essere tamburo (poesia). Venezia, Italia: Centro Internazionale della grafica di Venezia - Coop, 1991.
- Babalaze das Hienas (poesia). Maputo: AEMO, 1997.
- Hamina e outros contos (poesia). Maputo: Njira, 1997.
- Contacto e outras crónicas. Maputo: Centro Cultural Português, 1999
- Poesia Toda (poesia). Lisboa, Portugal: Caminho, 2000.
- Obra Poética (poesia). Maputo: UEM, 2002.
- Dikter (poesia). Estocolm: Ordfront, 2002.
- Poemas da Prisão (poesia). Maputo: Njira, 2003.
- Poesia Erótica (poesia). Maputo: Texto Editores, 2004.